# Krajowy Festiwal Folklorystyczny w Gjirokastrze

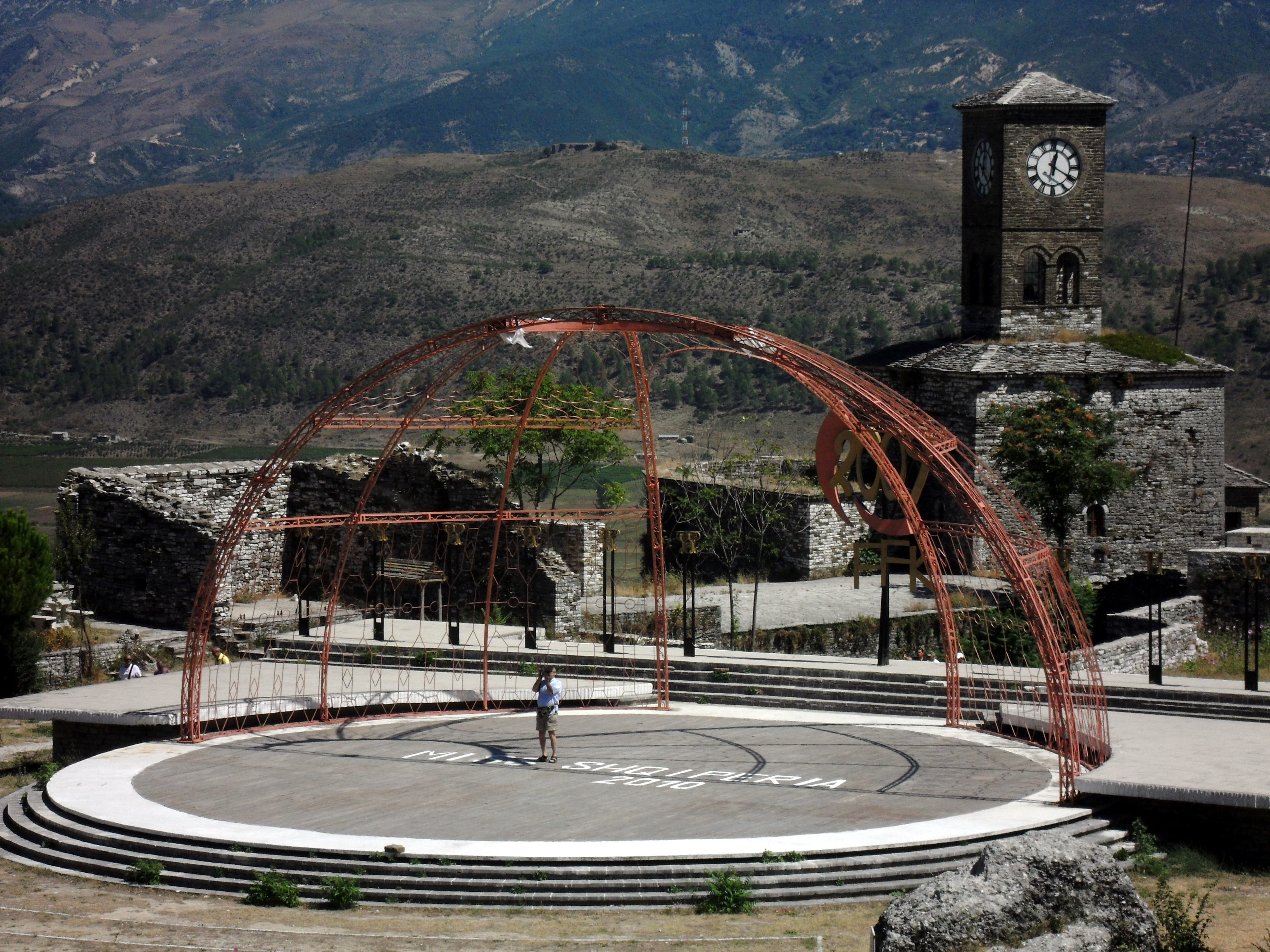
Scena na której występują wykonawcy podczas festiwalu znajduje się obok wieży zegarowej zamku w Gjirokastrze

Krajowy Festiwal Folklorystyczny w Gjirokastrze (alb. Festivali Folklorik Kombëtar i Gjirokastrës) – ludowy festiwal artystyczny odbywający się co pięć lat niedaleko zamku w Gjirokastrze na południu Albanii. Po raz pierwszy odbył się w 1968 roku i jest uważany za najważniejsze wydarzenie kulturalne w kraju. Można na nim usłyszeć albańską muzykę ludową, zobaczyć tradycyjne stroje i tańce. Festiwal w Gjirokastrze kontynuował tradycję festiwali folklorystycznych zapoczątkowanych w stolicy Albanii, Tiranie w 1949 roku.

## Historia

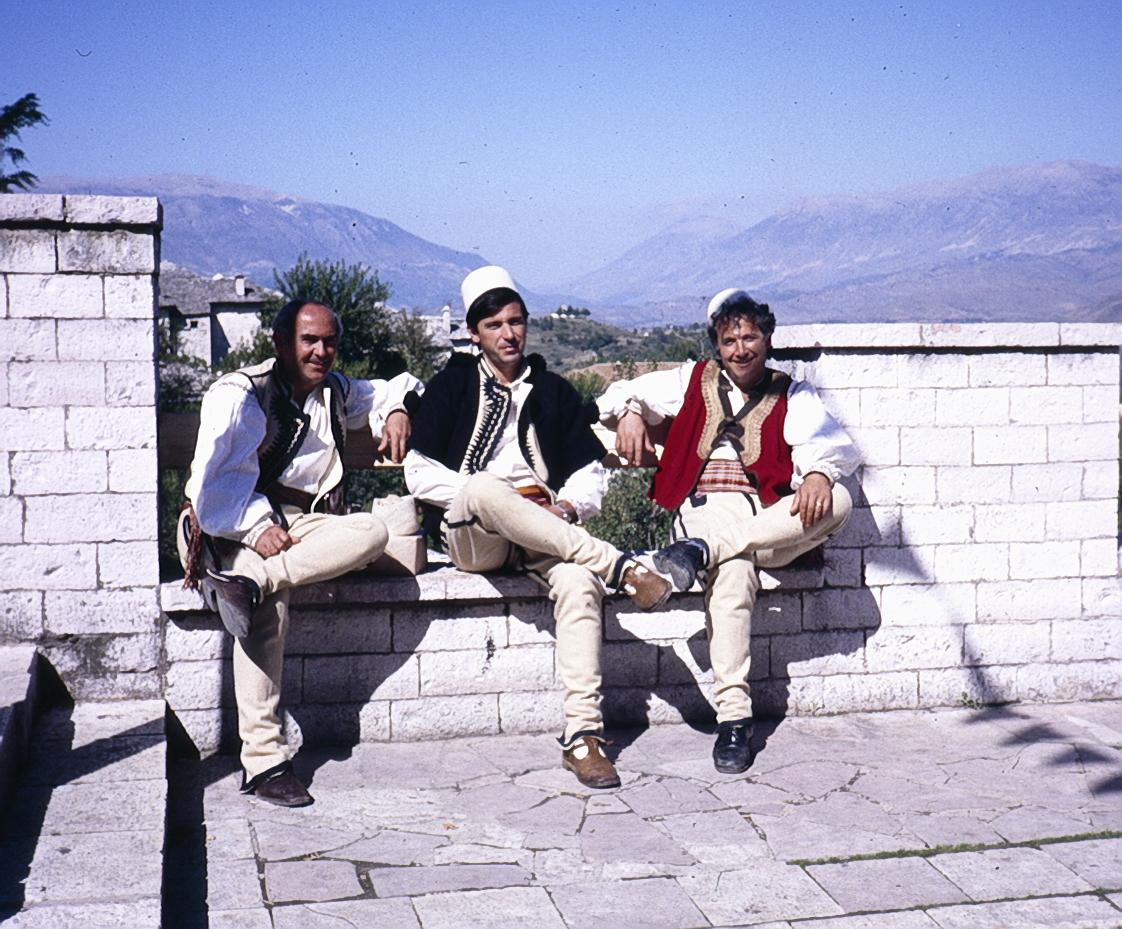
Zespół ludowy podczas festiwalu w 1988 roku

Krajowy Festiwal Folklorystyczny w Gjirokastrze poprzedził Krajowy Festiwal Pieśni, Muzyki i Tańca, który odbył się w Tiranie w 1949 roku, a następnie w dniach 25–27 listopada 1959. Dziesięć lat później, w dniach 8–16 października 1968 w Gjirokastrze odbył się pierwszy Ogólnokrajowy Festiwal Folklorystyczny z okazji urodzin Envera Hoxhy, komunistycznego przywódcy Albanii, który urodził się właśnie w tym mieście. Początkowo koncerty i pokazy festiwalowe odbywały się co pięć lat w 1973, 1978, 1983 i 1988 roku. Po kilkuletniej przerwie spowodowanej prawdopodobnie przemianami ustrojowymi w kraju, festiwal wznowiono. W 1995 roku odbył się w Beracie, a od września 2000 roku ponownie gości w Gjirokastrze.
Dziewiąta edycja tego festiwalu odbyła się we wrześniu 2009 roku. Ogólnym zwycięzcą został zespół ludowy z obwodu Szkodra, natomiast nagrodę za najlepszy indywidualny występ otrzymali Sherif Dervishi i Myfterin Uka.